# Женская фигура

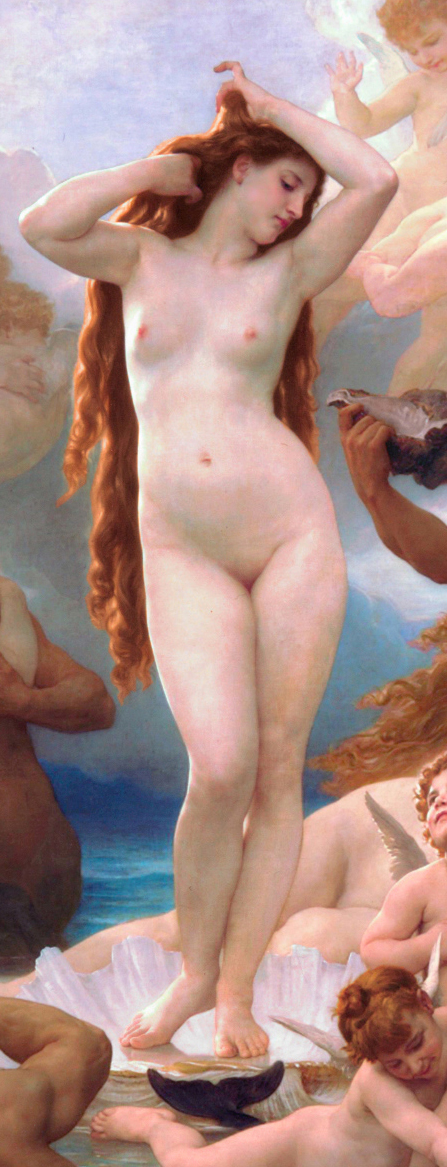
Вильям Бугро. Рождение Венеры, 1879

Женская фигура или форма женского тела — это совокупный продукт женской скелетной структуры и количества и распределения мышц и жира на теле. Как и в случае с большинством физических черт, существует широкий спектр нормальной формы женского тела.
Люди и культуры веками сексуально объективировали женское тело, рассматривая его как источник эстетического удовольствия, сексуального влечения, фертильности и репродукции, таким образом сводя ценность и роль женщины в обществе к инструменту для сексуального удовлетворения, которое она может вызывать у других. Существовали различия в вопросе, что следует рассматривать как форму идеальную или предпочтительную, как для привлекательности, так и для здоровья. Различия имелись и внутри той или иной культуры.
Тела женщин находятся в широком спектре форм. Женские фигуры, как правило, уже в талии по сравнению с грудью и бёдрами. Бюст, талию и бёдра называют точками перегиба, и коэффициенты их окружностей используются для определения основных параметров фигуры.

## Влияние эстрогенов
Эстрогены оказывают сильное феминизирующее влияние на организм и стимулируют формирование женской фигуры.

## Распределённость жира и мускулатура

Наиболее типичные женские фигуры: банан, яблоко, груша, песочные часы.

Независимо от процента содержания жира, веса или ширины, формы женского тела классифицируются в некоторых западных культурах в одну из четырёх элементарных геометрических фигур. При этом следует учитывать очень широкий диапазон реальных размеров в пределах каждой формы:
Банан (прямоугольник): соотношение талии и бедер с бюстом в области 9 дюймов. Жир распределяется преимущественно в живот, ягодицы, грудь и лицо.
Яблоко или V форма (треугольник вниз): женщины такой формы имеют широкие плечи, по сравнению с бедрами (узкие бедра). Женщины, как правило, имеют тонкие ноги/бедра, при этом живот и грудь будет выглядеть больше по сравнению с остальной частью тела. Жир распределяется главным образом в живот, грудь и лицо.
Груша, ложка, колокол (треугольник вверх): С увеличением процента жира в организме его доля распределяется вокруг талии и верхней части живота.
Песочные часы или X фигура (треугольники противоположные): бедра и груди, почти одинакового размера с узкой талией. Распределение жира тела, как правило, вокруг верхней части тела и нижней части тела.

## Форма женских ног
Александр Артемьев ввёл понятие об «идеальной» форме ног, при которой поставленные вместе ноги соприкасаются в коленных суставах, верхней части голени и лодыжках, образуя дефекты контура — «окошки».

## Исторический аспект

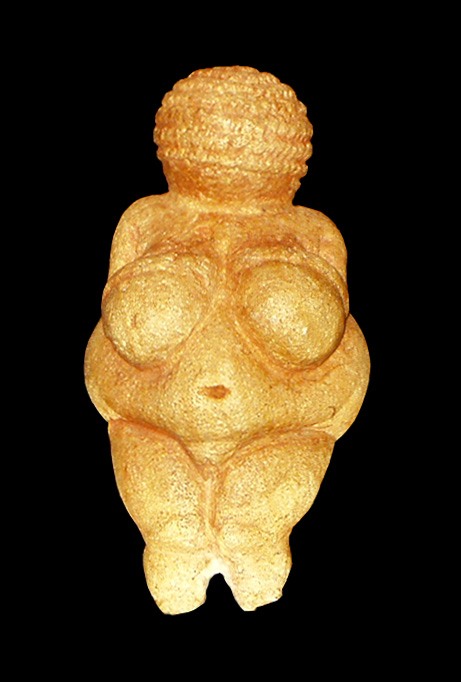
Венера Виллендорфская

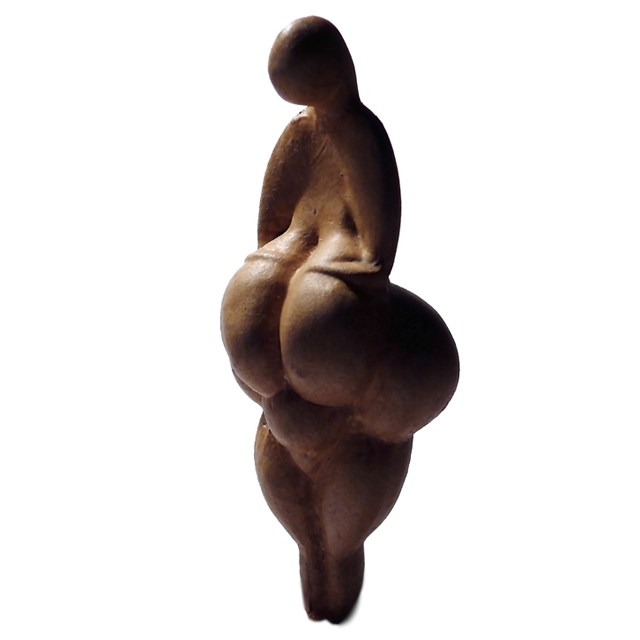
«Венера Леспюгская». Вырезана около 15 тыс. лет назад. Обнаружена в пещере Ридо близ деревни Леспюг (Lespugue) на склонах Пиренеев во французском департаменте Верхняя Гаронна

С течением времени идеал женской фигуры менялся. В палеолите идеальной считалась фигура с гипертрофированной грудью и бедрами. Этот идеал отражают фигурки из кости мамонта времен палеолита, т.н. «венеры палеолита» (на илл.).